# Flatiron Collier

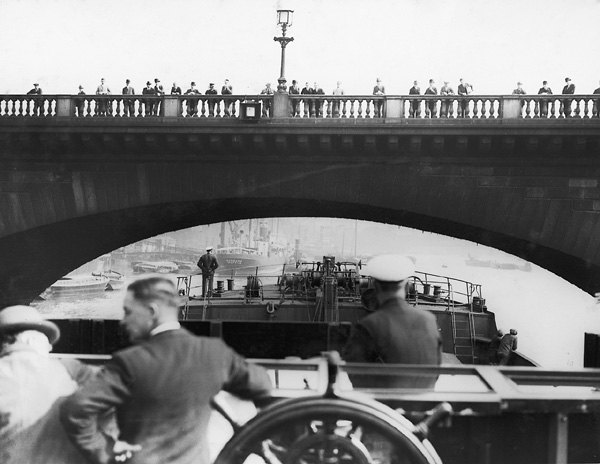
Das Dampfschiff Ewell nähert sich der London Bridge, 1926.

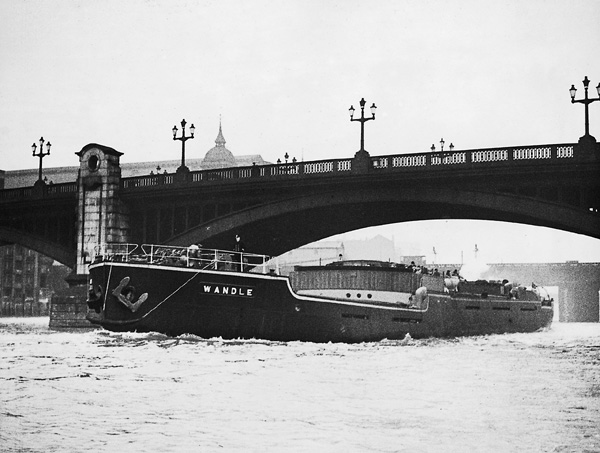
Das Dampfschiff Wandle fährt Southwark Bridge hinunter, 1932.

Das Flatiron Collier ist ein Küsten- und Binnenschiffstyp.

## Einzelheiten
Flatirons (Bügeleisen), oft auch "Flatties" genannt sind Colliers besonders flacher Bauart. Das Haupteinsatzgebiet der Flatties war der Transport von Kohle aus Nordostengland und Südwales zu Kraft- und Gaswerken in Battersea, Fulham, Nine Elms, Wandsworth usw. an der Themse. Dazu wiesen sie außer besonders flachen Aufbauten klappbare Masten und Schornsteine auf, was ihnen die Passage auch niedriger Brücken erlaubte.
Flatiron Colliers wurden seit dem späten 19. Jahrhundert gebaut. In den 1960er und 1970er Jahren verringerte sich der Kohleverbrauch im Themsegebiet, die Zahl der eingesetzten Flatties wurde daher immer geringer.